# Psaenythia patagonica
Psaenythia patagonica är en biart som beskrevs av Holmberg 1921. Psaenythia patagonica ingår i släktet Psaenythia och familjen grävbin. Inga underarter finns listade i Catalogue of Life.